# Janja (Fluss)
Die Janja (serbisch-kyrillisch Јања, auch Modran) ist ein linker Nebenfluss der Drina im Nordosten von Bosnien und Herzegowina. Sie entspringt im Majevica-Gebirge am Nordhang des Berges Konjic im Süden der Gemeinde Lopare östlich von Tuzla. Zunächst fließt sie in nördliche und ab der Kleinstadt Ugljevik in östliche Richtung. Nach 59 Kilometern mündet sie beim Ort Janja in die Drina.